# Handelsorganisation
La Handelsorganisation (littéralement « organisation de commerce », familièrement « HO ») était une entreprise d'État de commerce de détail en République démocratique allemande.
La HO est fondée en 1948 et offre avant tout des biens de consommation devenus rares pendant la guerre et des produits d'alimentation sans tickets de rationnement. Dès 1950, les 2 300 magasins HO réalisent 26 % du chiffre d'affaires du commerce de détail en RDA. D'ici à 1960, ce sont 35 000 magasins avec une part de marché de 37 %. La HO était également responsable des Exquisitladen et des Delikatladen.
La Handeslorganisation était structurée en divisions : produits de consommation, alimentaire, restauration, grands magasins et hôtels. Les grands magasins Centrum étaient implantés dans la plupart des chefs-lieux de district. Les commerces et grands magasins de la HO coexistaient avec ceux de la chaîne Konsum. Comme cette dernière était une coopérative et non une entreprise d'État, le gouvernement a essayé de favoriser la HO, notamment pendant les premières années de la RDA. Malgré tout, les deux se sont établies dans le quotidien de la RDA.
La HO avait également plusieurs magasins particuliers dont celui destiné aux employés de l'entreprise d'extraction d'uranium Wismut, qui distribuait des produits difficiles à trouver ailleurs en Allemagne de l'Est, et le « HO-Schachzentrum » ouvert à Leipzig en 1961 pour les accessoires liés au jeu d'échecs, qui comptait Bobby Fischer parmi ses clients.
En outre, la HO exploitait aussi des hôtels, généralement d'une classe inférieure aux Interhotels même s'il y avait des exceptions comme l'Hotel Neptun à Warnemünde. Après la réunification, les commerces HO ont été privatisés par la Treuhand et revendus à des sociétés privées.

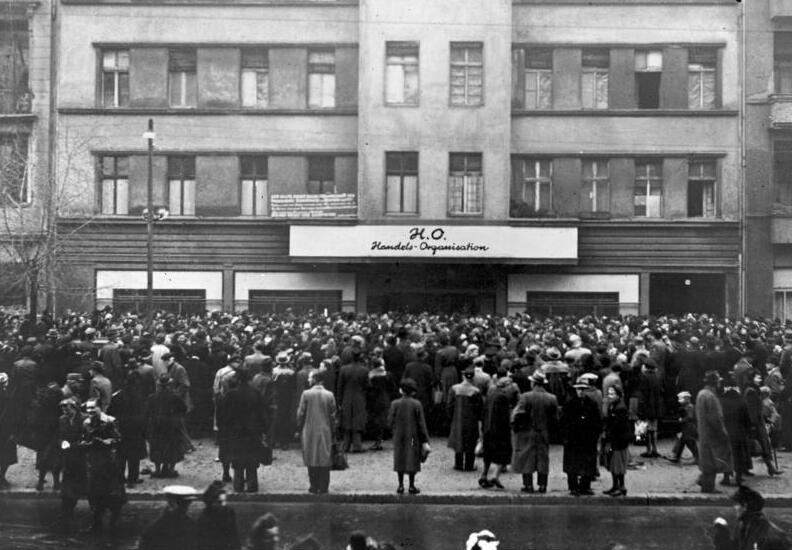
Ouverture du premier magasin HO (1948). Photo : Schöller.
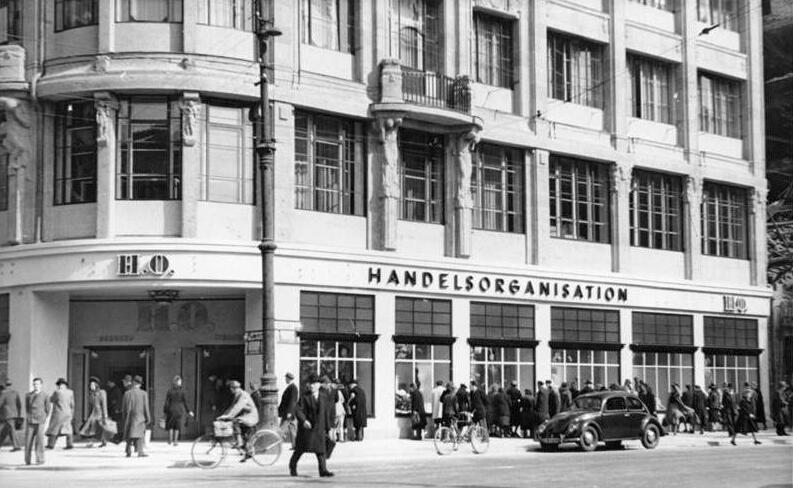
Magasin HO à Berlin (1949).
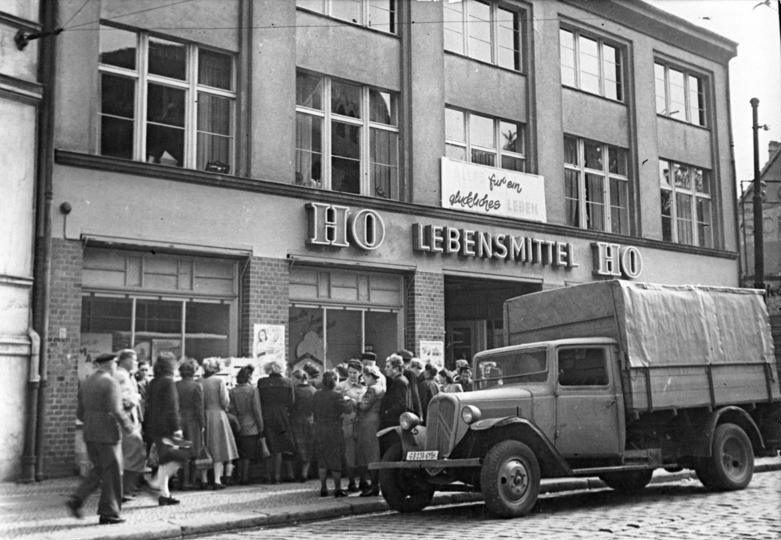
Commerce d'alimentation HO à Berlin (1950).
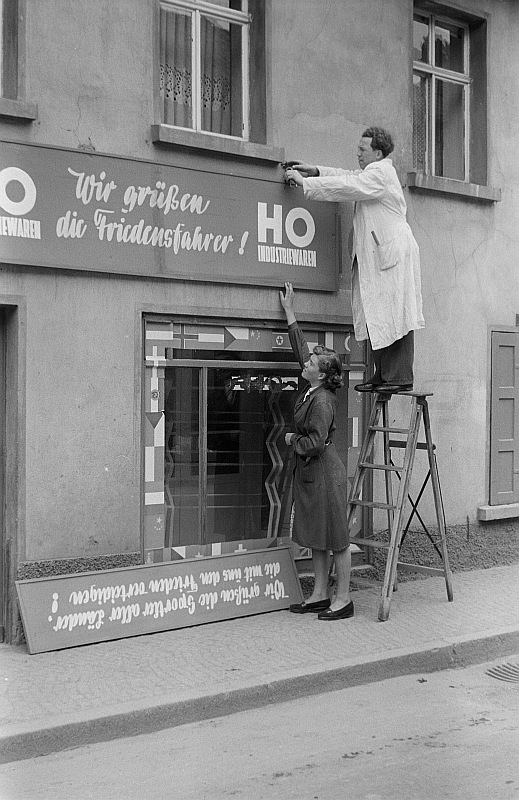
Employés d'HO décorant leur magasin avant une Course de la Paix. Borna, 1954. Photo : Renate et Roger Rössing.
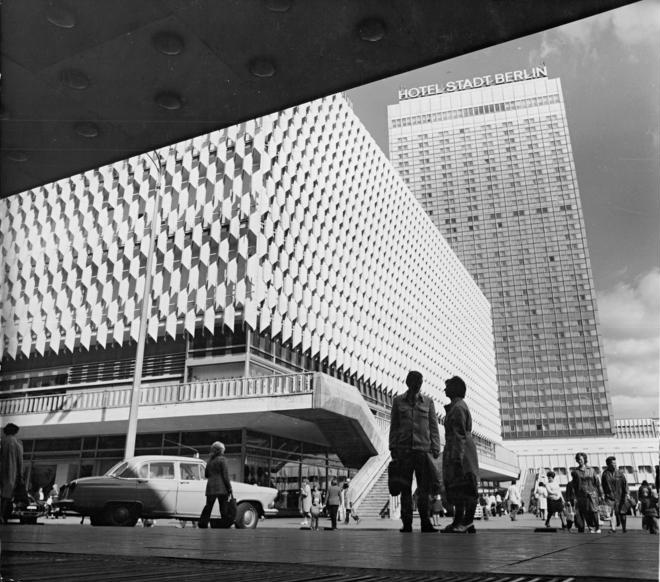
La plus grande galerie commerciale de RDA, le Centrum Warenhaus à Berlin.